# Gateway Gardens

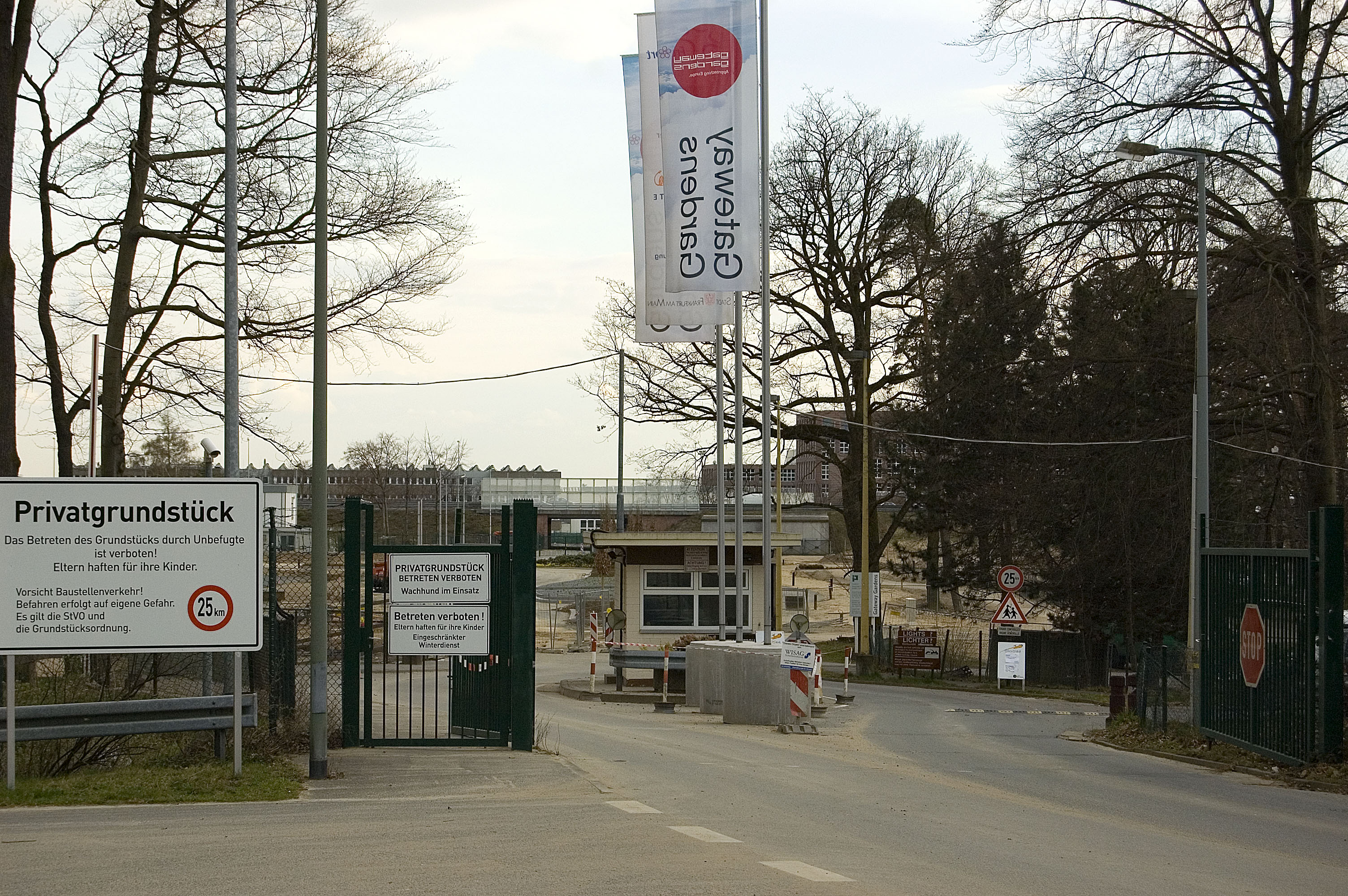
Eingangstor – im Hintergrund ist die ehemalige Zufahrt zum Flughafen zu sehen

Gateway Gardens ist ein Stadtbezirk innerhalb des Stadtteils Flughafen von Frankfurt am Main. Der Stadtbezirk befindet sich auf dem Gelände einer ehemaligen US-amerikanischen Militärsiedlung. Gateway Gardens hat kaum Einwohner, da dort aufgrund des hohen Fluglärms keine Wohnungen gebaut wurden.

## Lage
Das Gebiet befindet sich unmittelbar nordwestlich des Frankfurter Kreuzes und hat eine Grundfläche von etwa 35 Hektar. Es wird umgrenzt von den Bundesautobahnen A 3 und A 5 sowie der B 43.

## Geschichte
Gateway Gardens diente bis Ende 2005 als US-amerikanische Militärsiedlung. In der abgeschiedenen Housing Area lebten rund 2500 Einwohner: Soldaten und ihre Angehörigen. Das Gebiet verfügte über eine eigene Infrastruktur mit Kirche, Kino, Friseur, Bibliothek, sowie Kindergärten und Schulen. Es gab eine direkte Straßenverbindung zur damaligen Rhein-Main Air Base im südlichen Teil des Flughafens mit weiteren Einrichtungen. 1999 erfolgte der Beschluss zur endgültigen Schließung des Standorts. Die Übergabe des Geländes folgte im Jahr 2005. Nach dem Abzug der amerikanischen Streitkräfte wurden zunächst Gebäude abgerissen, dann in den Jahren 2006/2007 die Gesamtfläche neu erschlossen und mit neuem Straßenraster zugeschnitten. Im ersten Erschließungsabschnitt werden vor allem die westlichen flughafennäheren Grundstücke vermarktet, die östlichen Flächen sollen später folgen.
Am 6. Juni 2008 erfolgte im Beisein der damaligen Frankfurter Oberbürgermeisterin Petra Roth und des damaligen Fraport-Vorsitzenden Wilhelm Bender die offizielle Einweihung Gateway Gardens als neues Frankfurter Stadtquartier.
Seit 1. Januar 2019 bildet Gateway Gardens den neuen Stadtbezirk 327 innerhalb des Stadtteils Frankfurt-Flughafen. Er entstand durch Ausgliederung aus dem Stadtbezirk 329 Flughafen.

## Erschließung
Im Februar 2008 genehmigte die Stadtverordnetenversammlung den Bebauungsplan für das neue Stadtviertel. Gateway Gardens wird durch eine Projektentwicklungsgesellschaft erschlossen, an der die Stadt Frankfurt 50 Prozent und drei Partner weitere 50 Prozent der Anteile halten. Bei den Partnern handelt es sich um die Helaba-Tochterfirma OFB, den Flughafenbetreiber Fraport und den Frankfurter Projektentwickler Groß & Partner. Das Investitionsvolumen beträgt 1,7 Milliarden Euro. Es ist vorgesehen, ein neues urbanes Zentrum mit zahlreichen Büro- und Konferenzgebäuden, Hotels, Gastronomiebetrieben sowie einen kleinen Park (2,4 Hektar), Nahversorgungseinrichtungen, einer Kita und Shopping- und Fitnessangeboten zu errichten. Insgesamt sollen 20 Gebäudeeinheiten mit einer Gesamtgeschossfläche von 700.000 Quadratmetern entstehen. Die Einzelhandelsflächen sollen auf 11.000 Quadratmeter beschränkt bleiben, um keine Konkurrenz zur Innenstadt entstehen zu lassen. Die Fertigstellung ist für das Jahr 2021 geplant. In Gateway Gardens sollen bis dahin bis zu 18.000 Arbeitsplätze entstehen, Anfang 2016 sind bereits fast 5000 Personen vor Ort.
Die ersten Nutzer des Geländes zogen bereits im Juni 2006 ein. Die Branddirektion Frankfurt am Main bezog zwei alte Wohnungen und richtete dort die Bereichswache 30 ein (jetzt BW 20). Rund um die Uhr versehen dort sechs Beamte Dienst. Ein Neubau soll die Interimswache ablösen. Der neue Standort wurde eingerichtet, um die zehnminütige Hilfsfrist im Bereich des Flughafens und des Unfallschwerpunktes am Frankfurter Kreuz einhalten zu können.
Der erste Neubau ging im Mai 2008 in Betrieb. Der Catering-Betrieb LSG Sky Chefs wickelt auf 55.000 Quadratmetern alles rund um das Flugzeug-Catering ab. So werden täglich über 80.000 Mahlzeiten zubereitet. Eine eigene Anbindung an das Vorfeld sorgt für ein schnelles Beschicken der Flugzeuge.

## Ansässige Betriebe
Im Mai 2012 verlegte die Condor ihre Zentrale vom benachbarten Kelsterbach hierher, zog jedoch im August 2020 weiter nach Neu-Isenburg. Inzwischen wurde bekannt gegeben, dass Condor ab Februar 2026 wieder nach Gateway Gardens zurückkehrt.
Auch der deutsche Firmensitz von Sunexpress und die Zentrale der Kion Group, von Orpea Deutschland und von DB Schenker befinden sich hier.
Gateway Gardens soll für junge, mobile Büroangestellte und Geschäftsleute eine besondere Aufenthaltsqualität bekommen. Erreicht werden soll es durch seine zentrale Lage und die Verkehrsverbindungen auf Straße, Schiene und in der Luft. Vom Flughafen, vom Flughafen-Fernbahnhof und von den Autobahnen A 3 und A 5 sind es jeweils nur wenige Minuten Weg nach Gateway Gardens.

## Verkehr

### Straßen

#### Persönlichkeiten

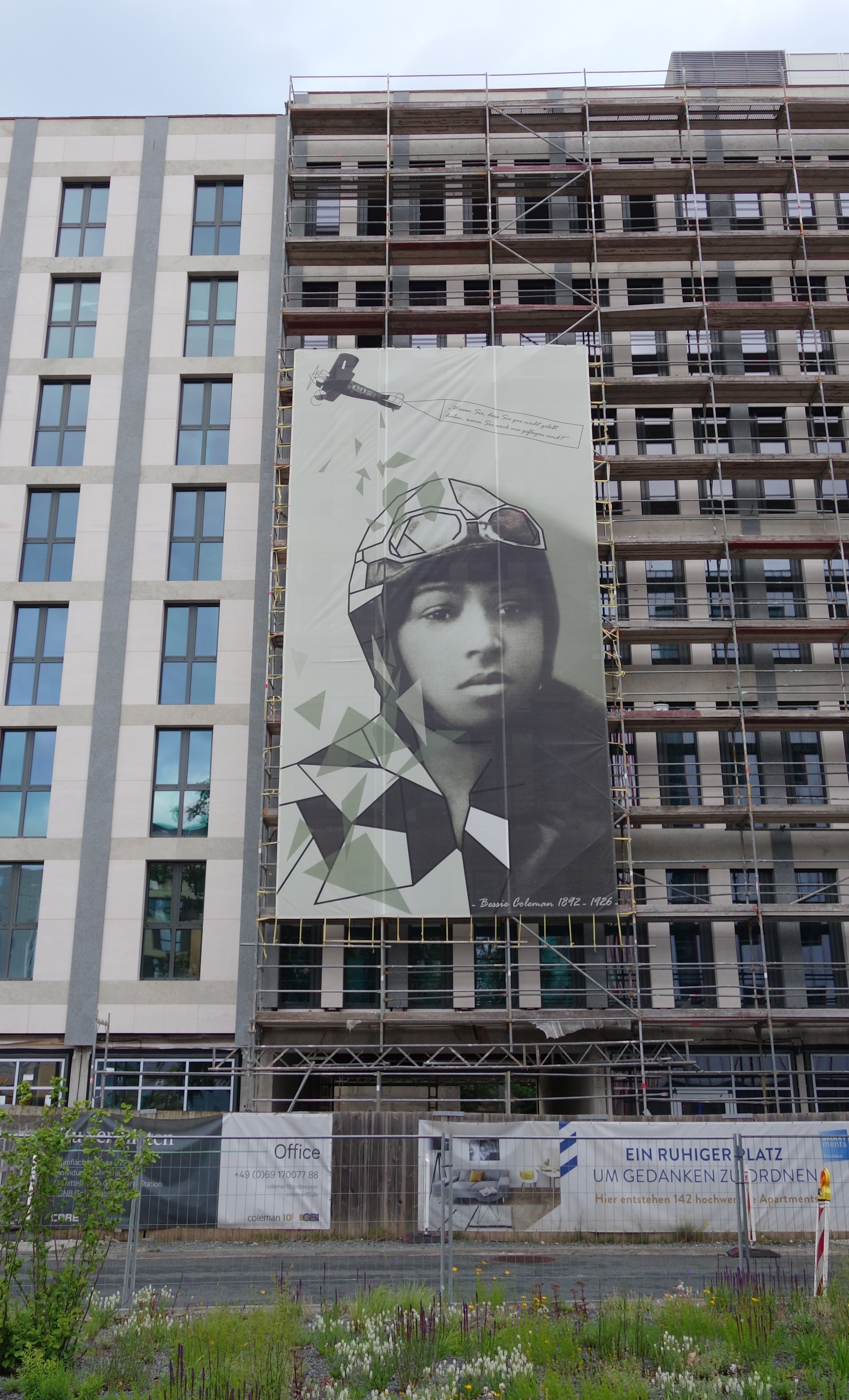
Banner an Baugerüst auf der Bessie-Coleman-Straße mit Porträt der Namensgeberin

Die Straßen wurden nach internationalen Persönlichkeiten der Luftfahrt benannt:
- Jean-Gardner-Batten-Straße nach Jean Batten (1909–1982), neuseeländische Pilotin
- Bessie-Coleman-Straße: Bessie Coleman (1892–1926), US-amerikanische Pilotin
- Thea-Rasche-Straße: Thea Rasche (1899–1971), deutsche Pilotin und Journalistin
- Amelia-Mary-Earhart-Straße: Amelia Earhart (1897–1937), US-amerikanische Flugpionierin und Frauenrechtlerin
- De-Saint-Exupéry-Straße: Antoine de Saint-Exupéry (1900–1944), französischer Pilot und Schriftsteller
- Rita-Maiburg-Straße: Rita Maiburg (1952–1977), deutsche Pilotin und der erste weibliche Linienflugkapitän der Welt
- Edmund-Rumpler-Straße: Edmund Rumpler (1872–1940), österreichischer Flug- und Fahrzeugkonstrukteur
- Elly-Beinhorn-Straße: Elly Beinhorn (1907–2007), populäre deutsche Fliegerin und Schriftstellerin
- Hugo-Eckener-Ring: Hugo Eckener  (1868–1954), freier Schriftsteller und  Luftschiffbauer

#### Geschichtlich
- Am Luftbrückendenkmal: Luftbrückendenkmal

### S-Bahn

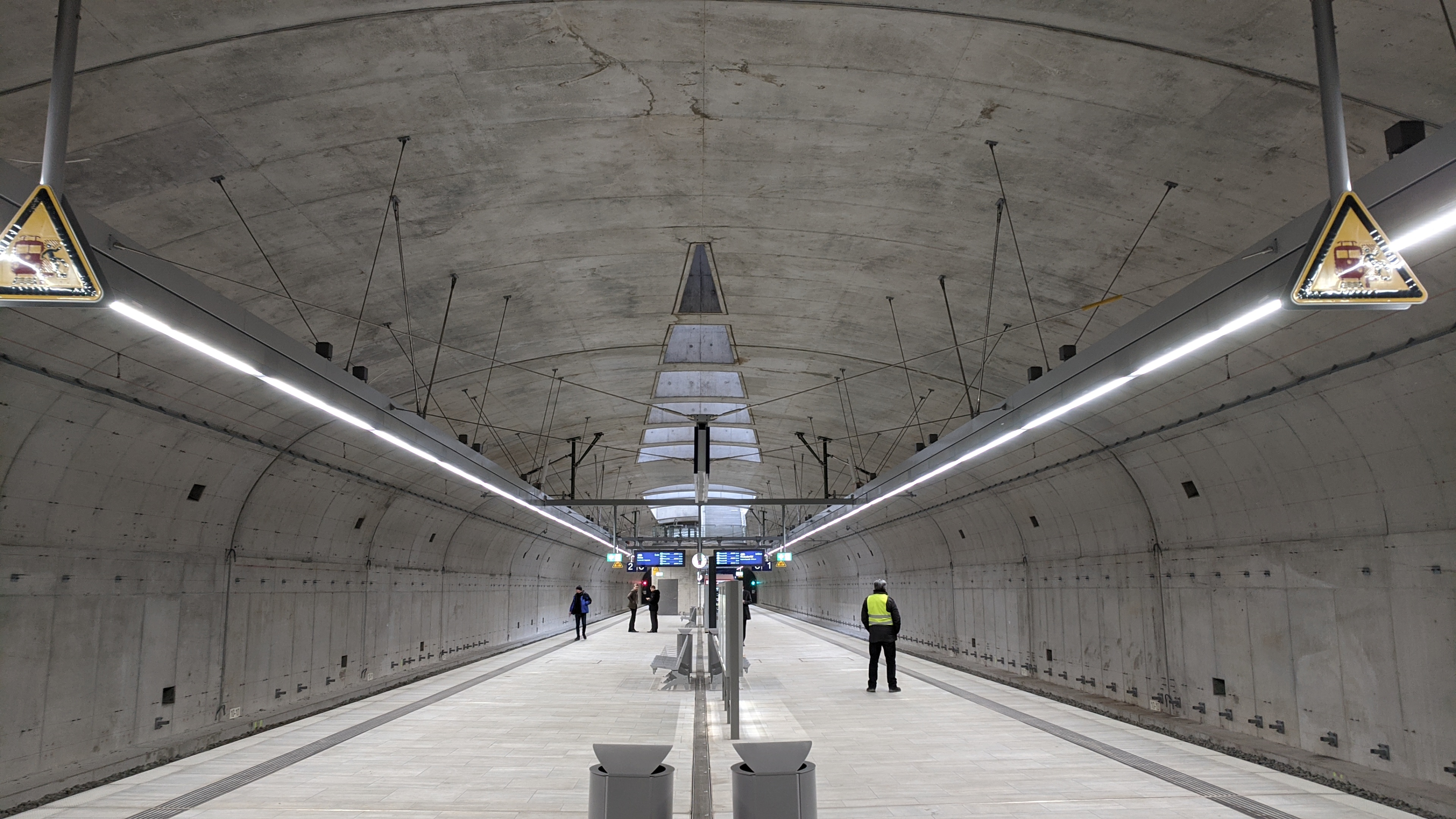
Die S-Bahn-Station Gateway Gardens

Gateway Gardens verfügt seit 2019 über einen eigenen Haltepunkt an der Flughafenschleife, der von der S-Bahn Rhein-Main bedient wird. Am 4. Oktober 2007 wurden von der Stadtverordnetenversammlung die Mittel für den Bau des Haltepunktes bewilligt, Mitte Oktober 2013 stimmte sie dem Bauvorhaben zu. Hierzu musste die Flughafenschleife zwischen den Bahnhöfen Flughafen Regionalbahnhof und Stadion auf 4 km Länge neu trassiert werden. Dabei wurde der bestehende Tunnel aufgebrochen und 2 km neu gebaut. Der neue Bahnhof liegt unter der Erde. Die Bauarbeiten begannen am 10. November 2016.
Die Gesamtkosten für die neue Verbindung sollen bei ungefähr 223 Millionen Euro liegen. Der Bund soll davon 112 Millionen, das Land 22 Millionen Euro und die Stadt 84,5 Millionen übernehmen.
Die Eröffnung des Haltepunkts Gateway Gardens erfolgte am 9. Dezember 2019, Züge halten seit dem 15. Dezember 2019. Zur Inbetriebnahme war der Haltepunkt noch nicht völlig fertiggestellt, der mittlere sowie der nordöstliche Zugang sowie sämtliche Aufzüge und Rolltreppen noch gesperrt bzw. noch nicht in Betrieb. Auch waren die Wandverkleidungen noch nicht angebracht und die Dächer über den Zugängen fehlten.
| Linie | Verlauf | Takt                                                 |
| ----- | --- | ---------------------------------------------------- |
| S8    | Wiesbaden Hbf – Wiesbaden Ost – Mainz Nord – Mainz Hbf – Mainz Römisches Theater – Mainz-Gustavsburg – Mainz-Bischofsheim – Rüsselsheim Opelwerk – Rüsselsheim – Raunheim – Kelsterbach – Frankfurt am Main Flughafen Regionalbahnhof – Frankfurt (Main) Gateway Gardens – Frankfurt am Main Stadion – Frankfurt-Niederrad – (Frankfurt (Main) Hbf /) (nur HVZ) Frankfurt (Main) Hbf tief – Frankfurt (Main) Taunusanlage – Frankfurt (Main) Hauptwache – Frankfurt (Main) Konstablerwache – Frankfurt (Main) Ostendstraße – Frankfurt (Main) Mühlberg – Offenbach-Kaiserlei – Offenbach Ledermuseum – Offenbach Marktplatz – Offenbach (Main) Ost (– Mühlheim (Main) – Mühlheim (Main) Dietesheim – Steinheim (Main) – Hanau Hbf) (nur HVZ) | 30 min 10/20 min (Kelsterbach–Frankfurt Hbf zur HVZ) |
| S9    | Wiesbaden Hbf – Wiesbaden Ost – Mainz-Kastel – Mainz-Bischofsheim – Rüsselsheim Opelwerk – Rüsselsheim – Raunheim – Kelsterbach – Frankfurt am Main Flughafen Regionalbahnhof – Frankfurt (Main) Gateway Gardens – Frankfurt am Main Stadion – Frankfurt-Niederrad – Frankfurt (Main) Hbf tief – Frankfurt (Main) Taunusanlage – Frankfurt (Main) Hauptwache – Frankfurt (Main) Konstablerwache – Frankfurt (Main) Ostendstraße – Frankfurt (Main) Mühlberg – Offenbach-Kaiserlei – Offenbach Ledermuseum – Offenbach Marktplatz – Offenbach (Main) Ost – Mühlheim (Main) – Mühlheim (Main) Dietesheim – Steinheim (Main) – Hanau Hbf | 30 min                                               |

### Bus
Seit dem Fahrplanwechsel 2011/2012 am 11. Dezember 2011 verkehrt die Buslinie OF-67 montags bis freitags von etwa 5:30 bis 19:30 Uhr im Halbstundentakt durch Gateway Gardens und verbindet die Siedlung mit dem Terminal 1 des Frankfurter Flughafens, Neu-Isenburg und Dreieich-Sprendlingen. In Gateway Gardens werden die Haltestellen Thea-Rasche-Straße, Gateway Gardens Mitte und Gateway Gardens Nord (bis 10. Dezember 2011 Rehbockschneise) bedient. Seit dem Fahrplanwechsel 2012/2013 am 9. Dezember 2012 verkehrt entsprechend der Schichtzeiten zusätzlich die neue Buslinie 77 vom Terminal 1 des Frankfurter Flughafens nach Gateway Gardens. Hierdurch haben auch Hotelgäste des Park-Inn Hotels eine Alternative zum kostenpflichtigen Hotel-Shuttle. Seit dem Fahrplanwechsel 2017/2018 am 10. Dezember 2017 verkehrt die Buslinie OF-67 verkürzt und bedient nicht mehr die Haltestellen der Gateway Gardens. Alternativ verbindet nun die Schnellbuslinie X17 die Gateway Gardens mit Neu-Isenburg sowie Hofheim am Taunus.